# Sperlágh József
Sperlágh József (Turdossin, 1829. augusztus 28. – Hatvan, 1892. május 12.) magyar gyógyszerész, régész.

## Élete
Gorál ősei az 1830-as években Hladovka település földesurai voltak, nemesi származású.
1847 előtt két évet elvégzett az Egri Líceumban. 1847-ben édesapja elhunyt, ezért tanulmányait abba kellett hagynia. 1848-49-ben honvédtisztként harcolt a magyarok oldalán. 
1850-52-ben Szarvason Scheftsik Mihály patikájában Medveczky József (nagybátyja) szárnyai alatt ismerkedett meg a gyógyszerészettel. 1852-53 között Kaposváron, az Aranyoroszlán Patikában Schrőder Józsefnél volt gyakornok. 1856-ban végzett a Királyi Magyar Pázmány Péter Tudományegyetem gyógyszerész szakán.  
Aszódon kezdett önállóan dolgozni, itt 1870-ig maradt. 1870-ben vásárolta meg a hatvani "Megváltóhoz" patikát, mely az államosításig családja tulajdonában is maradt.
1876-ban amatőr régészként ásatásokat végzett a hatvani Strázsahegyen, ahol feltárta az úgynevezett hatvani kultúra hamvasztásos sírjait. Leleteinek egy részét a Nemzeti Múzeumnak adományozta. Fiának keresztapja is lett Rómer Flóris, a Nemzeti Múzeum régiségtárának őre, a magyar régészet megalapozója. Halálukig jó barátok voltak, éppúgy mint Rónay Jácint püspökkel (Rudolf trónörökös tanárával) és Pulszky Ferenccel (a Nemzeti Múzeum igazgatójával). 
Varsányi Jánossal és Huber Bélával együtt megalapították a "Gödöllő és Vidéke történelmi és régészeti múzeum egyletet" - ezzel megalapozói lettek a vidéki múzeumok létrehozásának.
1884-ben részt vesz a Függetlenségi Párt megalakításában, a gyöngyöspatai választókörzet egyik képviselőjelöltje volt. 1885. évi VIII. Nemzetközi Archeológiai Kongresszus egyik szervezője lett. Meghívására a kongresszus tagjai Hatvanba látogattak, ahol megtekintették magánmúzeumát. Ugyanitt jelentkezett, hogy Szíbériába utazzon a IX. Nemzetközi Archeológiai Kongresszusra. Ez az út az orosz-török háború miatt kudarcba fulladt. (Egy családi legenda szerint Rozsnyai Mátyással gyógyszereket vitt Törökországba az oroszok ellen harcoló török katonáknak.)